# Weary River
Weary River is een Amerikaanse dramafilm uit 1929 onder regie van Frank Lloyd. Destijds werd de film in Nederland uitgebracht onder de titel Levensstromen.

## Verhaal
Jerry Larrabee zit in de cel, omdat hij bedrogen is door een rivaliserende crimineel. Wanneer de gevangenisdirecteur hem als zanger laat optreden, grijpt hij die kans om zich van zijn goede kant te laten zien. Na zijn vrijlating wil hij een nieuwe carrière uitbouwen als zanger, maar zijn reputatie als gevangene blijft hem achtervolgen.

## Rolverdeling
| Acteur              | Personage            |
| ------------------- | -------------------- |
| Richard Barthelmess | Jerry Larrabee       |
| Betty Compson       | Alice Gray           |
| William Holden      | Gevangenisdirecteur  |
| Louis Natheaux      | Spadoni              |
| George E. Stone     | Blackie              |
| Ray Turner          | Liftjongen           |
| Gladden James       | Impresario van Jerry |

## Prijzen en nominaties
| Jaar | Prijs  | Categorie   | Genomineerde(n) | Uitslag     |
| ---- | ------ | ----------- | --------------- | ----------- |
| 1929 | Oscars | Beste regie | Frank Lloyd     | Genomineerd |